# Эдвардс, Алекс (футболист)
Алекс Э́двардс (англ. Alex Edwards; 14 февраля 1946, Данфермлин, Файф — 11 декабря 2024) — шотландский футболист, играл на позиции атакующего полузащитника.

## Биография

### Игровая карьера
Эдвардс дебютировал за «Данфермлин Атлетик» 19 февраля 1962 года в матче против «Хиберниана» в возрасте 16 лет и 5 дней и стал самым молодым среди полевых игроков в истории шотландского футбола. Этот матч закончился победой «Данфермлин Атлетик» со счётом 4:0 и юный футболист хорошо зарекомендовал себя. 8 сентября 1962 года в матче с «Рэйт Роверс» забил свой первый гол в карьере и стал самым вторым самым молодым автором гола в истории клуба. Последующие 9 сезонов Эдвардс играл за «Данфермлин Атлетик», с которым он добился успехов на внутреннем уровне и в 1968 году завоевал Кубок Шотландии.
В октябре 1971 года перешёл в «Хиберниан»; сумма трансфера составила 13 000 фунтов стерлингов. В составе «Хибс» он отыграл семь сезонов и в 1972 году выиграл Кубок шотландской лиги после победы в финале над «Селтиком». Эдвардс был одним из ключевых игроков в составе «Хиберниана» и всего сыграл за эту команду более 200 игр во всех турнирах. Завершил карьеру игрока в клубе «Арброт» в 1979 году.

### Смерть
Скончался 11 декабря 2024 года в возрасте 78 лет.